# سدنا (كوكب قزم)
90377 سِدنا (بالإنجليزية: 90377 Sedna)‏ (الرمز: ) هو كوكب أو كويكب اكتشفه مايكل براون من جامعة كالتيك وتشاد تروخيو من مرصد جيميني ودافيد ربينويتس من جامعة ييل في 14 نوفمبر 2003 م. هو أبعد ما اكتشف في النظام الشمسي إلى الآن. وسمي بسِيدْنَا على اسم آلهة البحر عند الأينويت (أي الأسكيمو)، والاسم لا يزال غير رسمي.
بعده عن الشمس يتغير بين 76 و850 أضعاف بعد الأرض عن الشمس، وبلغ بعده في عام 2004 م حوالي 90 ضعف ذلك. تبلغ طول سنته 10,500 عامًا أرضيًا، ويومه يبدو 40 يوم أرضي. يصل قطره إلى ما بين 1180 كم و1800 كم، وسطحه يظهر بلون أحمر جدًا. يعدّ جزء من سحابة أورت أو حزام كويبر، ولا يعدّ كوكبًا حقيقيًا، لكن لا يزال هنالك نقاش حول ذلك.

## الاكتشاف والتسمية

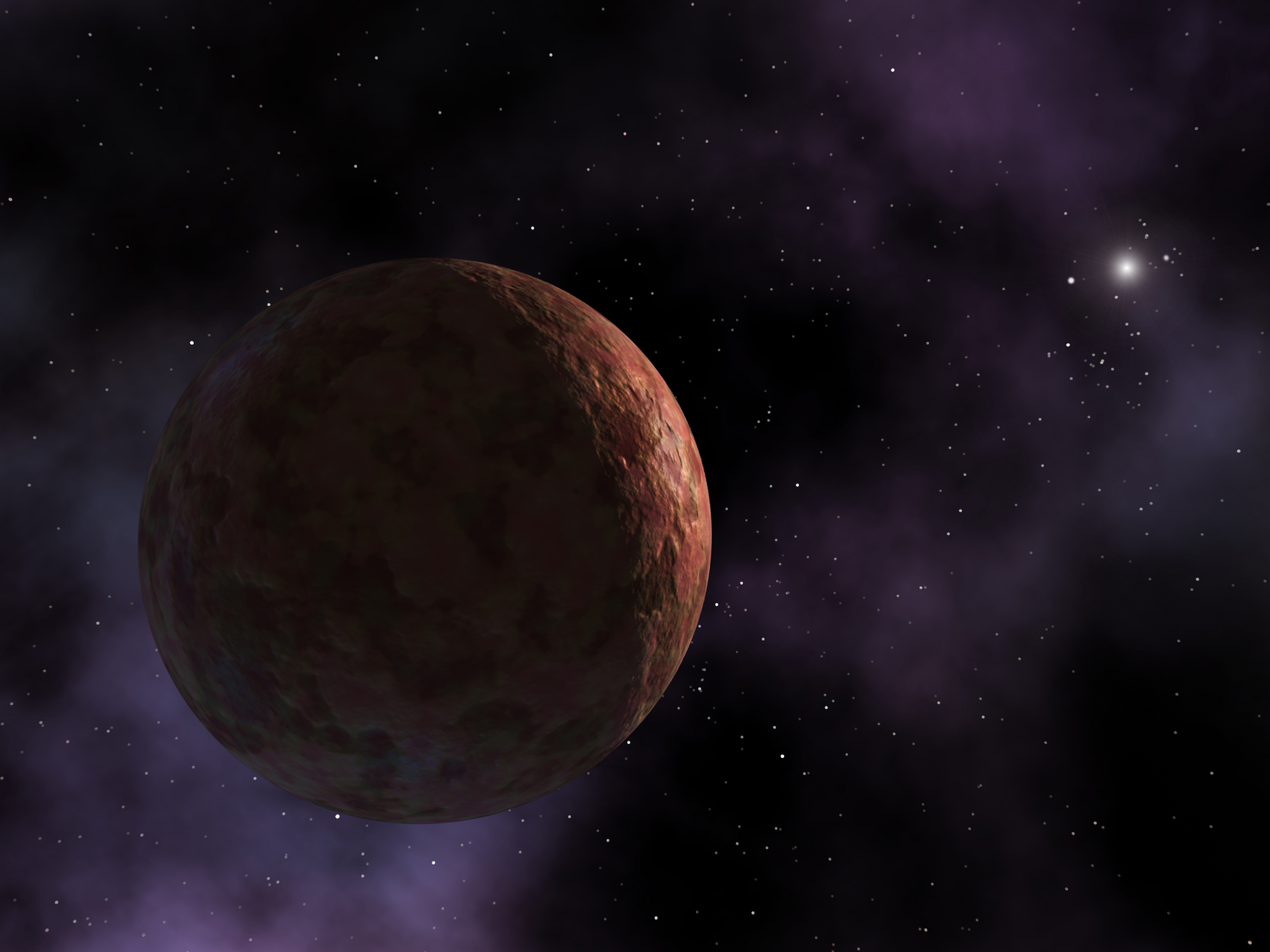
رسم تخيلي لسدنا، حيث تبدو الشمس صغيرة جداً من سطحه لدرجة أنه يُمكن حجب قرصها بواسطة رأس دبوس.

اكتشف سدنا أثناء مسح للسّماء كان يتم بواسطة «مقراب صامويل أوشِن» الواقع ضمن مرصد بالومار في سان دييغو، كاليفورنيا وباستخدام «كاميرا بالومار للبحث» ذات الـ160 ميغا بكسل، وقد رُصد خلال أيام بعد الاكتشاف بواسطة مقارب في تشيلي وإسبانيا والولايات المتحدة (أريزونا وهاواي). وقد قام لاحقاً مقراب سبيتزر الفضائي الذي أطلقته ناسا بقياس قطره ووجد أنه يُعادل ثلاثة أرباع قطر بلوتو تقريباً (أقل من 1600 كم).
بناءً على الحرارة السطحيّة لهذا الجرم القارسة بلا شك فقد سُمي نسبة إلى «سدنا»، وهو إله البحر حسب معتقدات الإنويت، والذين يعتقدون أيضاً بأنه يعيش في الأعماق القارسة للمحيط المتجمّد الشمالي. وقد اقترح مايك براون على الاتحاد الفلكي الدولي أن يُسمّى أي جرم يُكتشف مستقبلاً ضمن مدار سدنا باسم من ميثولوجيا الإنويت. وكان قد نُشر اسم «سدنا» - الذي اختاره فريق الاكتشاف - وشاع استخدامه قبل إحالته إلى «مركز الكواكب الصغيرة» التابع للاتحاد الفلكي الدولي لاعتماد اسم رسمي للجرم. مما أزعج «برايان مارسدن» - رئيس مركز الكواكب الصغيرة - لأنه خرق للاتفاقيّات المتبعة في تسمية الأجرام حديثة الاكتشاف، وهذا دفع بعض أعضاء الاتحاد الفلكي الدولي إلى التصويت ضدّ هذا الاسم. لكن مع هذا فقد تم اعتماد اسم «سدنا» رسمياً من قبل الاتحاد في وقت لاحق من العام نفسه.

## المدار والدوران

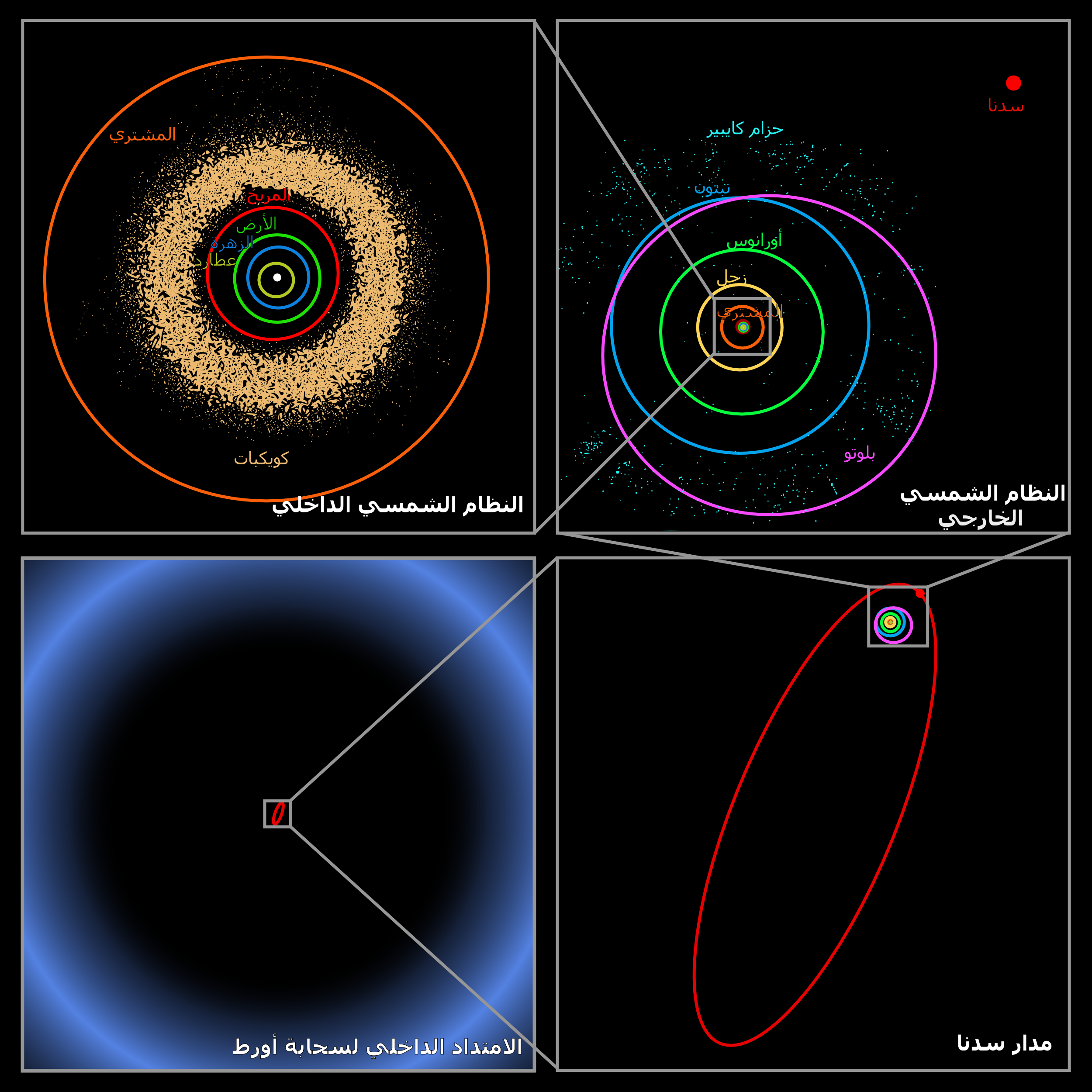
مقارنة بين حجم مدار سدنا وأحجام مدارات الكواكب: (أ) مدارات الكواكب الداخلية (عطارد والزهرة والأرض والمريخ) والمشتري. (ب) مدار المشتري الصغير مقارنة بمدارات الكواكب الخارجية الأخرى. (ج) مدارات الكواكب الخارجية كلها تبدو كنقطة صغيرة داخل مدار سدنا. (د) مدار سدنا مقارنة بالمنطقة الداخلية من سحابة أورت.

يملك سدنا مداراً شديد الإهليجية، حيث أن أوجه يقع على بُعد 975 و.ف من الشمس وحضيضه يقع على بُعد 76.16 و.ف منها. وعند اكتشافه كان يقترب من الحضيض حيث كان على بُعد 89.6 و.ف من الشمس. لكن ومع أنه كان تقريباً في أقرب بُعد له عن الشمس حين اكتشافه إلى أنه كان آنذاك أبعد جرم عن الشمس رُصد على الإطلاق، وبالرغم من أن مدارات بعض الأجرام - مثل المذنبات الدورية - تمتدّ إلى أبعد من مدار سدنا إلى أنها عندما تبتعد عن الشمس تُصبح باهتة جداً لكي تُرصد من الأرض. لكن إيريس اكتشف لاحقاً وهو على بُعد 97 و.ف من الشمس مما جعله أبعد جرم مرصود آنذاك، ومع هذا فسدنا يبتعد أضعاف بُعد إيريس أثناء دورانه حول الشمس.
الزمن المداري الدقيق لسدنا ليس معروفاً بعد، لكن الحسابات تدل على أنه يحتاج ما بين 10,500 و12,000 سنة أرضية لإتمام دورة واحدة حول الشمس. وسوف يصل إلى حضيضه في وقت بين أواخر عام  2075 وأواسط عام 2076. ولاحقاً في عام 2114، سوف يتغلّب سدنا على إيريس وسيُصبح أبعد جرم شبه كروي معروف يدور حول الشمس.
في البداية وبعد اكتشاف سدنا بقليل، كان يُعتقد أنه يملك مدة دوران محوري (الدوران حول نفسه) غير اعتياديّة تتراوح بين 20 و50 يوماً. وبسبب هذا فقد بدأ الفلكيّون بالبحث عن قمر طبيعي له والذي يُمكن أن يكون المُسبب لهذا الدوران البطيء، لكن البحث الذي تم بواسطة تلسكوب هبل الفضائي في شهر آذار/مارس 2004 لم يرصد أي تابع لسدنا. والقياسات اللاحقة التي تمت بواسطة «تلسكوب إم إم تي» أعطت مدة دوران أقصر بكثير، حيث أنها تدلّ على أن سدنا يدور حول نفسه مرة كل 10 ساعات فقط، وهذا هو النموذجي للأجرام التي بحجمه.
| في 774104 | 103  | —    | —      | 24   | 4    |
| إريس | 96.2 | 37.8 | 97.6   | 18.7 | -1.1 |
| 2014 UZ224 | 91.4 | 38.0 | 179.8  | 23.2 | 3.5  |
| OR10 | 87.7 | 33.0 | 100.8  | 21.7 | 1.8  |
| 2013 FS28 | 85.5 | 34.6 | 347.6  | 24.5 | 4.9  |
| سدنا 90377 | 85.5 | 76.0 | 939    | 21.0 | 1.5  |
| 2014 FC69 | 84.4 | 40.3 | 106.9  | 24.1 | 4.6  |
| 2006 QH181 | 83.6 | 37.8 | 96.7   | 23.6 | 4.3  |
| 2012 VP113 | 83.5 | 80.5 | 438    | 23.4 | 4.0  |
| 2013 FY27 | 80.2 | 36.1 | 81.8   | 22.1 | 3.0  |
| 2010 GB174 | 71.3 | 48.7 | 693    | 25.1 | 6.5  |
| 2014 FJ72 | 70.7 | 38.7 | 152.2  | 24.2 | 5.6  |
| 2012 FH84 | 68.6 | 45.8 | 80.6   | 25.7 | 7.3  |
| 2015 GP50 | 68.0 | 35.9 | 89.1   | 24.8 | 6.5  |
| 2015 GR50 | 67.8 | 35.6 | 78.6   | 25.1 | 6.7  |
| 2013 FQ28 | 67.5 | 48.7 | 80.6   | 24.4 | 6.0  |
| 2013 UJ15 | 64.9 | 36.3 | 69.2   | 25.2 | 7.0  |
| 2011 GM89 | 64.2 | 37.2 | 68.8   | 25.6 | 7.1  |
| 2014 FL72 | 63.9 | 38.2 | 170.4  | 25.0 | 6.8  |
| 2015 RR245 | 63.8 | 33.7 | 129.2  | 22.1 | 3.9  |
| 2014 SG350 | 63.0 | 39.9 | 63.9   | 24.8 | 6.8  |
| 2013 AT183 | 62.2 | 36.0 | 88.1   | 22.0 | 4.7  |
| 2014 SU349 | 62.2 | 30.8 | 109.8  | 25.0 | 7.0  |
| 2014 SV349 | 62.1 | 34.2 | 89.0   | 23.0 | 5.0  |
| 2014 FE72 | 61.6 | 36.3 | 4274.0 | 24.1 | 6.1  |
| 1482092000 CR | 61.0 | 44.3 | 412    | 23.9 | 6.3  |
| 2008 ST291 | 60.3 | 42.4 | 154.5  | 22.2 | 4.2  |
| 2013 SY99 | 60.2 | 49.9 | 1301.4 | 24.5 | 6.8  |
| 2014 FM72 | 60.1 | 34.4 | 76.6   | 24.1 | 6.2  |
| 2014 FF72 | 60.0 | 37.1 | 63.3   | 24.8 | 6.9  |
| 2003 QX113 | 60.0 | 36.7 | 62.1   | 22.5 | 4.7  |
| 2014 FL70 | 59.4 | 33.1 | 77.0   | 24.0 | 6.5  |
| 2015 KH162 | 59.3 | 41.5 | 82.8   | 21.6 | 3.9  |
| 2014 FH72 | 59.2 | 37.3 | 77.3   | 25.1 | 7.2  |
| بما في ذلك جميع الأجرام المعروفة الموجودة حاليا على الأقل ضعف مقدار بعد نبتون. للمزيد أنظر قائمة الأجرام وراء نبتونية. |      |      |        |      |      |

## الخصائص الفيزيائية
يتمتع سيدنا بقدر مطلق في النطاق في يساوي 1.8، وتُقدر وضاءته بنحو 0.32، ما يعني أن قطره يبلغ 1000 كيلومتر تقريبًا. في وقت اكتشافه، كان الجسم ألمع جرم ذاتي معروف في النظام الشمسي منذ اكتشاف بلوتو في عام 1930. في عام 2004، استنتج المكتشفون أن قطره يبلغ 1800 كيلومتر على أقصى تقدير، ولكن بحلول عام 2007 حُدثت هذه القيمة لتصبح 1600 كيلومتر بعد رصد الجرم بواسطة تلسكوب سبيتزر الفضائي. في عام 2012، اقترحت قياسات مرصد هيرشل الفضائي أن قطر سيدنا هو 80 ± 995 كيلومتر، ما يجعله أصغر من قمر بلوتو شارون. أسفرت عمليات رصد أسترالية لسيدنا باستخدام طريقة الاحتجاب النجمي في 13 يناير 2013 عن نتائج مماثلة لقطره، إذ تبين أن نتائج الأطوال الوترية هي 135 ± 1025 كيلومتر و565 ± 1305 كيلومتر.
نظرًا لأن سيدنا ليس لديه أقمار معروفة، فإن تحديد كتلته هو أمر مستحيل حاليًا دون إرسال مسبار فضائي. يعد سيدنا حاليًا أكبر جرم وراء نبتوني يدور حول الشمس. أجريت محاولة واحدة فقط للعثور على قمر لسيدنا، وقد اقتُرح أن نسبة فشل الرصد كانت 25%.
تظهر عمليات رصد تلسكوب سمارتس أن سيدنا هو أحد أكثر احمرارًا في النظام الشمسي في نطاق الضوء المرئي، إذ تعادل درجة احمراره احمرار كوكب المريخ. يقترح تشاد تروجيلو وزملاؤه أن اللون الأحمر الغامق لسيدنا ناتج عن تغطية السطح بوحل هيدروكربوني، أو الثولين، المكون من مركبات عضوية أبسط بعد تعرضها الطويل للأشعة فوق البنفسجية. سطح سيدنا متجانس في لونه وطيفه. قد يكون هذا بسبب ندرة اصطدام سيدنا بأجرام أخرى، على عكس الأجرام القريبة من الشمس، وهو أمر قد يؤدي إلى كشف بقع لامعة من المواد الجليدية الجديدة مثل تلك الموجودة على 8405 اسبولوس. يشترك سيدنا وجرمان آخران بعيدان جدًا – 2006 إس كيو 372 و (87269) 2000 أوه أوه 67 - في اللون مع أجرام حزام كايبر الكلاسيكي الخارجي والقنطور 5145 فولس، ما يشير إلى أن أصلهم مشترك.
وفقًا لبحث تروخيو وزملاؤه، يتكون سيدنا بنسبة 60% على الأكثر من جليد الميثان و70% على الأكثر من جليد الماء. كما يدعم وجود الميثان وجود مركبات الثولين على سطح سيدنا، لأنها تنتج عن تعرض الميثان للإشعاع. قارن باروتشي وزملاؤه طيف سيدنا مع طيف ترايتون واكتشفوا نطاقات امتصاص ضعيفة تعود لجليد الميثان والنيتروجين. من عمليات الرصد هذه، اقترحوا النموذج التالي للسطح: 24% من ثولين مشابه لذلك الخاص بترايتون، و7% من كربون غير متبلور، و10% من نيتروجين جليد، و26% من الميثانول، و33% من الميثان. تم تأكيد وجود الميثان والجليد المائي في عام 2006 عن طريق القياس الضوئي للأشعة تحت الحمراء المتوسطة باستخدام تلسكوب سبيتزر الفضائي. يشير وجود النيتروجين على السطح إلى احتمال أن يكون لسيدنا، على الأقل لفترة قصيرة، غلاف جوي رقيق. أثناء وجوده بالقرب من نقطة الحضيض في مداره الذي تبلغ فترته 200 عام، تتجاوز درجة الحرارة القصوى لسيدنا 35.6 كلفن (237.6 درجة مئوية تحت الصفر)، وهي درجة حرارة الانتقال بين مرحلة ألفا الصلبة لجزيء النيتروجين ومرحلة بيتا على ترايتون. عند درجة حرارة 38 كلفن، سيكون ضغط بخار النيتروجين 14 ميكروبار (1.4 باسكال أو 0.000014 ضغط جوي). يشير الانحدار الطيفي الأحمر العميق لسيدنا إلى وجود تركيزات عالية من المواد العضوية على سطحه، وتشير نطاقات امتصاص الميثان الضعيفة إلى أن غاز الميثان الموجود على سطحه قديم، وليس مترسبًا حديثًا. هذا يعني أن سيدنا شديدة البرودة بدرجة تمنع الميثان من التبخر عن السطح ثم الهطول مرة أخرى على شكل ثلج، وهو ما يحدث على ترايتون وربما على بلوتو.
تشير نماذج التسخين الداخلي عن طريق الاضمحلال الإشعاعي إلى أن سيدنا قد يمتلك محيطًا تحت سطحي من الماء السائل.

## الأصل
في بحثهم الذي أعلنوا فيه عن اكتشاف سيدنا، وصف مايك براون وزملاؤه سيدنا بأنه أول جرم مرصود ينتمي إلى سحابة أورت، التي هي سحابة افتراضية تتكون من مذنبات يعتقد أنها موجودة على بعد سنة ضوئية تقريبًا من الشمس. لاحظوا أنه وعلى عكس أجرام القرص المتفرق مثل إيريس، فإن نقطة الحضيض الخاصة بسيدنا (76 وحدة فلكية) بعيدة جدًا بحيث لا يمكن أن يكون جرمًا متفرقًا بفعل جاذبية لنبتون. نظرًا لأنه أقرب كثيرًا إلى الشمس بالنسبة لأجرام سحابة أورت المتوقعة، وله ميل مداري يتماشى تقريبًا مع الكواكب وأجرام حزام كايبر، فقد وصف العلماء الكوكب بأنه «جرم في سحابة أورت الداخلية»، ويقع في قرص يمتد من حزام كايبر إلى الجزء الكروي من سحابة أورت.
إذا تشكل سيدنا في موقعه الحالي، فلا بد أن القرص الكوكبي الأصلي للشمس قد امتد حتى 75 وحدة فلكية في الفضاء. بالإضافة إلى ذلك، يجب أن يكون مدار سيدنا الأولي دائريًا تقريبًا، وإلا لم يكن ليتشكل من خلال تنامي الأجرام الأصغر، لأن السرعات النسبية الكبيرة بين الكواكب الصغيرة كانت ستؤدي إلى اضطراب شديد. لذلك، لا بد أن سيدنا سُحب إلى مداره اللامركزي الحالي بفعل جابية جرم آخر. في بحثهم الأولي، اقترح براون ورابينوفيتز وزملاؤهم ثلاثة مرشحين محتملين للجرم المضطرب: كوكب غير مرئي وراء حزام كايبر أو نجم عابر أو أحد النجوم الفتية في العنقود النجمي الذي تشكل فيه الشمس.
يفضل مايك براون وفريقه الفرضية القائلة بأن سيدنا قد سُحب إلى مداره الحالي بفعل نجم في العنقود النجمي الذي وُلدت فيه الشمس، لأن نقطة أوج سيدنا التي تمتد إلى 1000 وحدة فلكية، وهي مسافة قريبة نسبيًا مقارنةً بتلك الخاصة بالمذنبات ذات الفترات المدارية الطويلة، ليست بعيدةً بما يكفي لتتأثر بالنجوم العابرة من مسافته الحالية من الشمس. يقترح العلماء أن أفضل تفسير لمدار سيدنا هو أن الشمس تشكلت في عنقود نجمي مفتوح مكون من عدة نجوم انفصلت تدريجيًا عن بعضها البعض. طُورت هذه الفرضية أيضًا من قبل أليساندرو موربيديلي وسكوت جاي كينيون. تقترح عمليات المحاكاة الحاسوبية التي أجراها جوليو إيه. فرنانديز وأدريان برونيني أن العديد من عمليات المرور القريبة للنجوم الشابة في مثل هذا العنقود من شأنها أن تسحب العديد من الأجرام إلى مدارات شبيهة بمدار سيدنا. اقترحت دراسة أجراها موربيديلي وليفيسون أن التفسير الأكثر ترجيحًا لمدار سيدنا هو أنه تعرض للاضطراب بسبب مرور نجمي قريب (على بعد 800 وحدة فلكية تقريبًا) في أول 100 مليون سنة أو نحو ذلك من تاريخ النظام الشمسي.